# Pollicipora fucata
Pollicipora fucata är en mossdjursart som beskrevs av Moyano 2000. Pollicipora fucata ingår i släktet Pollicipora och familjen Polliciporidae. Inga underarter finns listade i Catalogue of Life.